# Séquon
Un séquon est une séquence d'acides aminés d'une protéine pouvant servir à la liaison d'un polysaccharide, typiquement un glycane lié par une liaison N-glycosyle sur un résidu d'asparagine. Le séquon pour la N-glycosylation est typiquement Asn–Axx–Ser ou Asn–Axx–Thr dans laquelle Axx représente un acide α-aminé à fonction amine primaire, c'est-à-dire excluant la proline. Il peut arriver que d'autres acides aminés remplacent l'acide aminé hydroxylé sérine (Ser) ou thréonine (Thr), comme dans le cas de la protéine de surface des leucocytes CD69 pour laquelle Asn–Axx–Cys est un séquon de glycosylation acceptable où la cystéine, qui possède un groupe thiol, remplace un acide aminé hydroxylé.